# Traminda obversata
Traminda obversata är en fjärilsart som beskrevs av Walker 1861. Traminda obversata ingår i släktet Traminda och familjen mätare. Inga underarter finns listade i Catalogue of Life.